# Bouniagues
Bouniagues (trong tiếng Occitan Bonhagas) là một xã của Pháp, nằm ở tỉnh Dordogne trong vùng Aquitaine của Pháp. Xã này có diện tích 8,62 km2, dân số năm 2007 là 489 người. Xã nằm ở khu vực có độ cao trung bình 130 m trên mực nước biển.

## Thông tin nhân khẩu
| Năm    | 1962 | 1968 | 1975 | 1982 | 1990 | 1999 | 2007 |
| ------ | ---- | ---- | ---- | ---- | ---- | ---- | ---- |
| Dân số | 380  | 349  | 378  | 447  | 466  | 476  | 489  |